# Pou de glaç del Molí d'en Verdaguer
El Pou de glaç del Molí d'en Verdaguer és una obra de Balenyà (Osona) inclosa a l'Inventari del Patrimoni Arquitectònic de Catalunya.

## Descripció
Pou de glaç d'estructura cilíndrica i totalment subterrània. El seu diàmetre és de 6 metres, i la seva alçada és de 5,6 metres. Fins a l'entrega de la cúpula més 2 metres fins a la clau d'aquesta. Hi ha 3 obertures situades a l'est, a l'oest i al nord. Una de les quals (de 1,3 per 1,3 metres i reconstruïda amb totxos i ciment i amb una porta de ferro) servia per a accedir-hi, i les altres dues per entrar i treure els blocs de glaç mitjançant un torn o una corriola. (de 1,2 per 70 aproximadament). A l'interior hi ha una renglera de forats destinats a les bastides.
Actualment està totalment plena de terra i vegetació i a 1,5 metres aproximadament per sota d'on arrenca la cúpula hi ha una plataforma que ocupa una tercera part de la circumferència, on hi ha quatre dipòsits petits d'aigua, de 70 per 1,20 centímetres.

## Història
Els pous del gel, es construïren i obtingueren la seva major rendibilitat en el decurs dels segles XVII, XVIII i part del XIX quan la fabricació o comercialització del gel representava una bona font d'ingressos. No obstant, durant la primera meitat del segle XX alguns pous continuaren funcionant, malgrat que l'aparició del gel artificial amb l'arribada de l'electricitat i els transports moderns fessin desaparèixer aquest tipus d'indústria. Els últims pous en funcionament ja no comercialitzaven amb els hospitals, mercat, ... de Barcelona, sinó que eren d'ús propi.
Les condicions necessàries per a la construcció d'un pou de glaç, són la proximitat a les vies d comunicació, amb llocs de consum no gaire allunyats i la seva instal·lació en llocs de fortes glaçades i bones aigües. El gel es recollia a l'hivern a les basses o rieres properes al pou. Es tallava en blocs i s'emmagatzemava per capes recobertes de palla, vegetació i gel trossejat dins les poues fins de que l'estiu, segons la demanda, s'anava extraient i transportant dins de sàrries també cobertes de palla i boll.